# Rhodospiza obsoleta
El camachuelo desertícola (Rhodospiza obsoleta) es una especie de ave paseriforme de la familia Fringillidae propia de las regiones áridas y semiáridas de Asia. Su taxonomía es confusa, y también ha sido situado formalmente en los géneros Fringilla, Bucanetes, Carduelis y Rhodopechys.
Es un fringílido marrón de gran tamaño. Tiene una envergadura media de veintiséis centímetros. Posee un robusto pico negro, alas rémiges y réctrices blancas y negras, y una banda rosácea en cada ala. La hembra es de colores más apagados que el macho, aunque los ejemplares adultos de ambos sexos poseen un patrón de color muy similar.
Se ha convertido en un residente del desierto, en áreas donde hay disponibilidad de agua, pero también puede encontrarse en montes bajos, pequeñas colinas, y valles cultivables. Se alimenta de semillas y ocasionalmente insectos. Anida en los árboles en primavera, normalmente en huertos de árboles frutales, donde la hembra incuba de cuatro a seis huevos.

## Filogenia y origen de los verderones

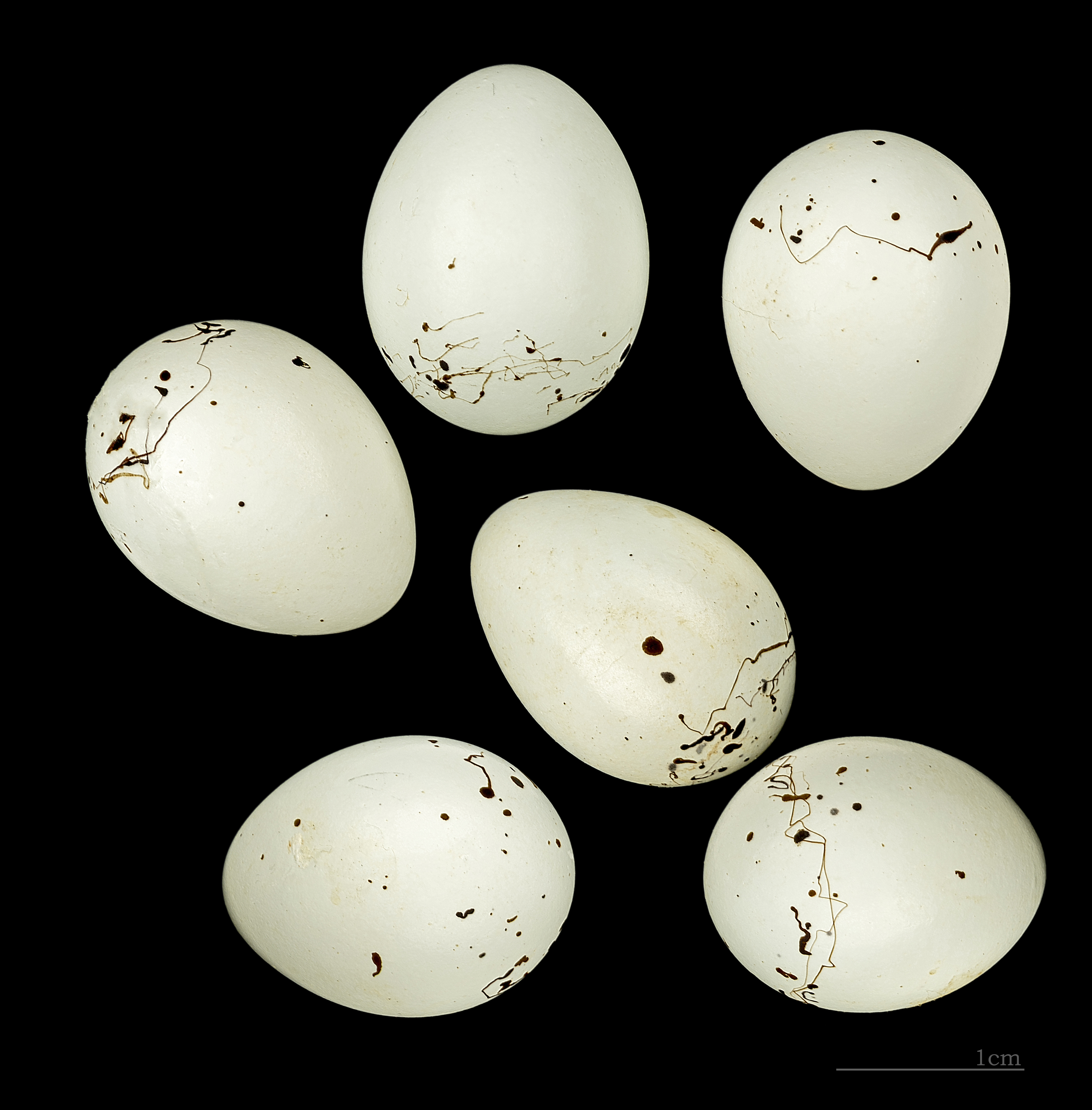
Huevos de Rhodospiza obsoleta

Carduelis obsoleta, ancestro común de los verderones, es de las especies de fringílidos más antiguas ya que apareció en la tierra aproximadamente hace nueve millones de años. El ancestro común de los verderones es el Carduelis obsoleta o camachuelo del desierto, que ahora[¿cuándo?] habita en los desiertos asiáticos pero que podía haber habitado en los desiertos Africanos anteriormente. Este fringílido tiene los colores muy pálidos y una máscara ocular muy similar a la del verderón común en época de cría, se clasificaba como pariente del camachuelo trompetero (Rhodopechys githaginea), pero se ha comprobado genéticamente que pertenece al género Carduelis, especie parental de los verderones existentes.